# 6101 Tomoki
6101 Tomoki è un asteroide della fascia principale. Scoperto nel 1993, presenta un'orbita caratterizzata da un semiasse maggiore pari a 2,2492182 UA e da un'eccentricità di 0,1215165, inclinata di 4,61646° rispetto all'eclittica.
L'asteroide è dedicato al giapponese Tomoki Nakamura, professore di scienze terrestri e planetarie all'Università di Kyushu.